# Далъм (окръг, Тексас)
Окръг Далъм (на английски: Dallam County) е окръг в щата Тексас, Съединени американски щати. Площта му е 3898 km², а населението - 6222 души (2000). Административен център е град Далхарт.